# Jess Søderberg
Jess Søderberg (født 12. oktober 1944 i København) er en dansk erhvervsmand.
Han blev student fra Holte Gymnasium i 1963 og senere uddannet cand.merc. fra Handelshøjskolen i København. Desuden er han Ridder af 1. grad af Dannebrogordenen.
Han var ansat som cand.merc. i 1970 i det daværende Mærsk. I hans 37 år i Danmarks største virksomhed, A.P. Møller-Mærsk, var han 14 år som koncernchef i rederiet fra 1993 til 2007. Han var ansvarlig for, at koncernen voksede markant i størrelse, fra en omsætning på 50 mia. kr. til 300 mia. kr., med store og også risikofyldte opkøb, bl.a. opkøbt af det engelsk/hollandske P&O Nedlloyd.
Efter sin afgang fra A.P. Møller-Mærsk, var han næstformand i Carlsberg.